# Императорское Русское общество акклиматизации животных и растений

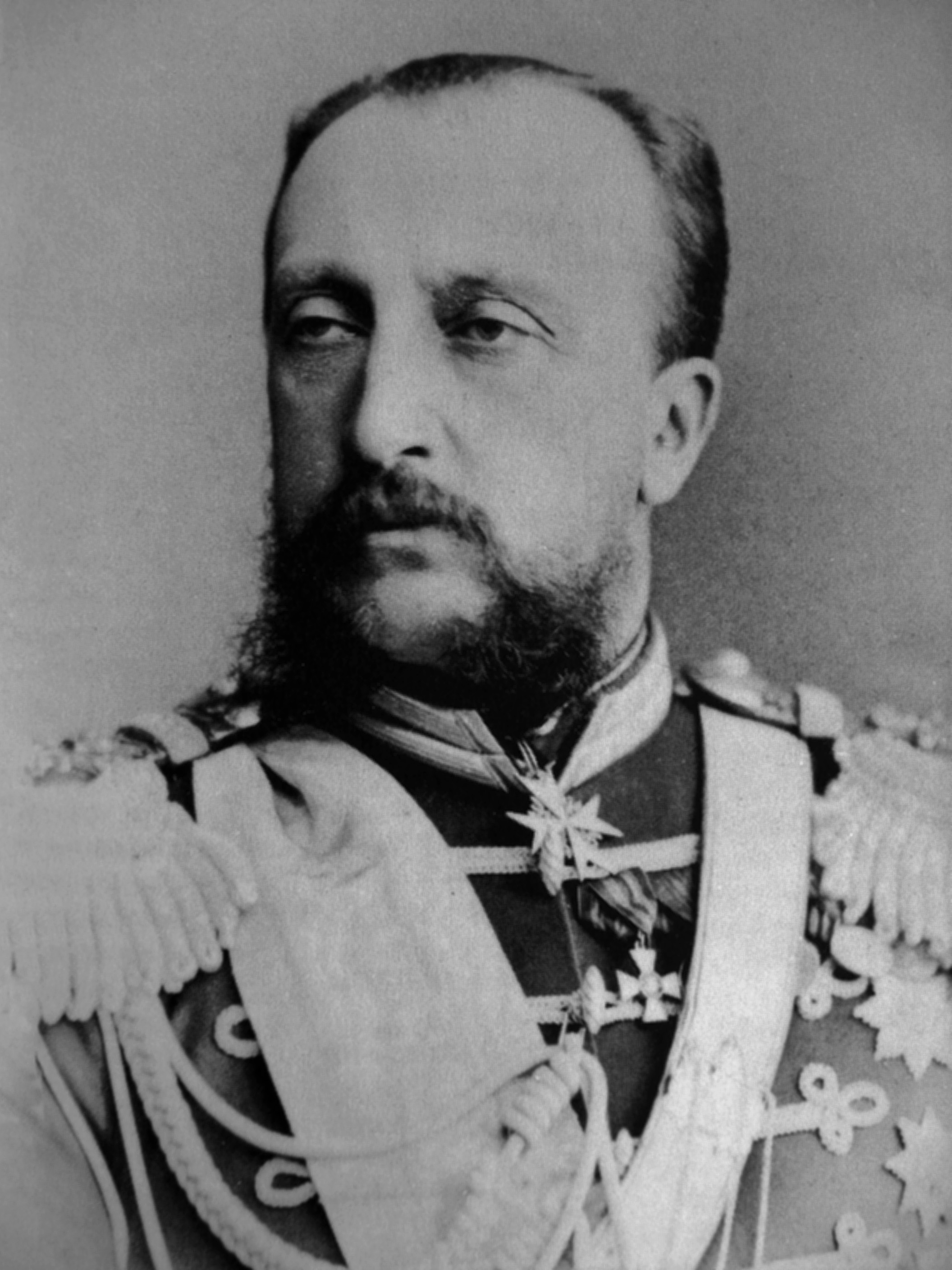
Великий князь Николай Николаевич Старший (1831—1891), покровитель Императорского Русского общества акклиматизации животных и растений

Императорское Русское общество акклиматизации животных и растений — московское научное общество, первоначально созданное как комитет при Императорском московском обществе сельского хозяйства, в 1864 году ставшее самостоятельным.

## История общества
В 1856 году по инициативе профессора Московского университета А. П. Богданова в Москве был организован Комитет по акклиматизации животных и растений, преобразованный позднее в Императорское Русское общество акклиматизации животных и растений. Одним из организаторов Общества акклиматизации был А. М. Бутлеров. В число приоритетных задач Комитета по акклиматизации входило изучение ценных видов беспозвоночных, перспективных для акклиматизации в различных регионах России: тутового и других видов шелкопрядов, русской, кавказской и итальянской пород медоносной пчелы, медицинской пиявки и речных раков. Для их решения в 1858 году в Комитете акклиматизации было создано Отделение беспозвоночных. К. Ф. Рулье, А. П. Богданов, А. А. Тихомиров и другие российские зоологи призывали использовать уникальные возможности зоосадов для изучения перспективных видов полезных беспозвоночных животных.
Покровителями Общества акклиматизации и зоологического сада были члены царской семьи Великие князья Николай Николаевич Старший, а затем — Сергей Александрович.

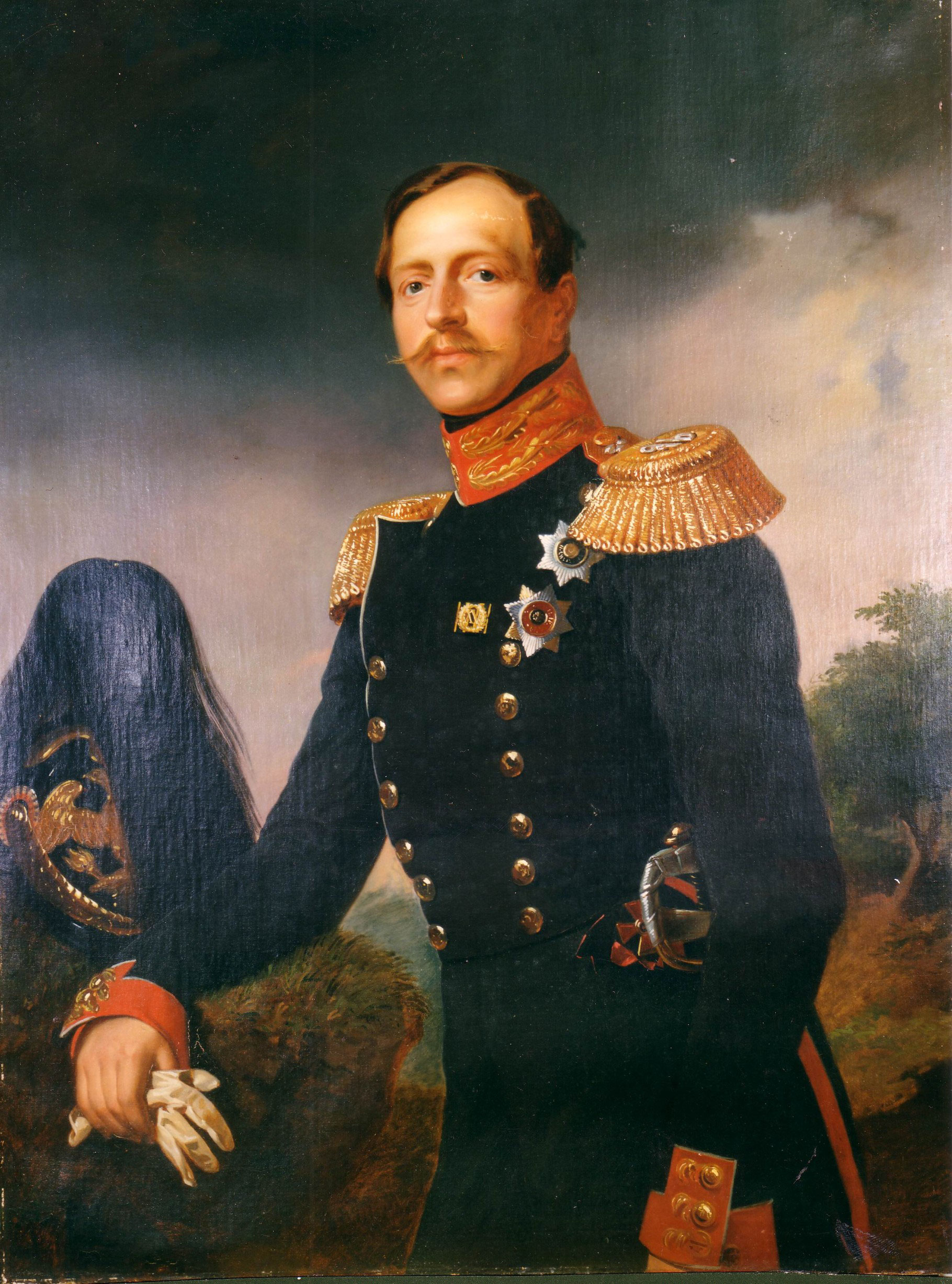
Принц П. Г. Ольденбургский

Январь 1864 года был знаменательным в жизни Российского Общества акклиматизации животных и растений. 3 января Комитет акклиматизации официально отделился от Общества сельского хозяйства и стал именоваться Императорским русским обществом акклиматизации животных и растений. Учредителями Общества стали: А. П. Богданов, С. А. Усов, Я. А. Борзёнков, Я. Н. Калиновский, Н. И. Анненков и др.); первым председателем стал К. Ф. Рулье. 30 января в зале заседаний Земледельческой школы по этому поводу состоялось торжественное годичное заседание, а на следующий день в церкви Св. Георгия отслужили молебен по случаю открытия Зоологического сада. На событии, помимо членов Общества, присутствовали покровитель Общества акклиматизации Великий князь Николай Николаевич Старший и принц Пётр Георгиевич Ольденбургский. 31 января 1864 года (по новому стилю — 12 февраля) в России открыт Московский зоологический сад.

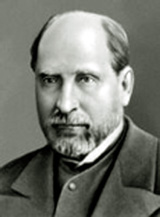
А. П. Богданов

Основанный в Москве зоосад стал вторым в России (первым был Казанский). Один из инициаторов его создания и первый директор профессор А. П. Богданов в 1857 году говорил: «Скоро зоологические сады составят необходимое условие высшего преподавания, сделаются не учёной роскошью, как теперь, но насущною потребностью, подобно зоологическим музеям и кабинетам естественной истории». Император Всероссийский Александр II «пожаловал» слона. Командир фрегата «Светлана», совершившего кругосветное плавание, И. И. Бутаков доставил коллекцию животных из Австралии. Архитектор сада П. С. Кампиони привёз из Франции большую группу животных, подаренных Парижским акклиматизационным садом. Витебский генерал-губернатор поручил начальникам подведомственных ему губерний распорядиться о поимке зубров, лосей, росомах, рысей, бобров, выдр. Настоятель Валаамского монастыря, член Общества акклиматизации отец Дамаскин предложил саду ладожских нерп и северных оленей. На деньги жертвователей был куплен большой передвижной зверинец В. Зама.
С 1887 года секретарём отдела ихтиологии Российского общества акклиматизации, а затем товарищем (заместителем) председателя был Н. Ф. Золотницкий. До 1890 года председателем отдела ихтиологии был Н. Ю. Зограф
18 (5) декабря 1904 года отдел ихтиологии Императорского общества акклиматизации животных и растений осуществил свою заветную мечту — создание аквариума с лабораторией для работ по ихтиологии. Здание аквариума сооружено у самого входа в Зоологический сад и представляло собой двухэтажное строение. Это был важный вклад в развитие русской аквариумистики.
Деятельность Императорского Русского общества акклиматизации животных и растений была географически обширна. В частности, общество имело сеть акклиматизационных станций, например, в Ашхабаде, акклиматизационная помологическая станция в Минусинске Енисейской губернии и другие.
«Труды отделения ихтиологии Императорского Русского общества акклиматизации животных и растений» и некоторые другие печатались в «Известиях Общества любителей естествознания, антропологии и этнографии», которые выходили в Москве с 1866 года. Главным общим редактором «Известий» состоял А. П. Богданов.
Отделение охоты с 1890 по 1895 год также издавало свой журнал, который назывался  «Русский охотник».

## Представители Общества

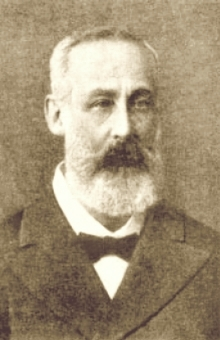
Август Юльевич Давидов (1823—1885/1886), президент Императорского Русского общества акклиматизации животных и растений; президент Московского математического общества

Покровитель — Великий князь Николай Николаевич Старший
- Барщевский, Лев Семёнович
- Бланк, Петр Борисович
- Богданов, Анатолий Петрович
- Бутлеров, Александр Михайлович
- Гамбургер, Альберт Иванович
- Давидов, Август Юльевич
- Зограф, Николай Юрьевич
- Золотницкий, Николай Федорович
- Кулагин, Николай Михайлович (зоолог)
- Мещерский, Андрей Сергеевич
- Рулье, Карл Францевич
- Рупрехт, Франц Иванович
- Сабанеев, Леонид Павлович
- Ситовский, Николай Прокофьевич
- Тихомиров, Александр Андреевич
- Усов, Сергей Алексеевич
- Фальц-Фейн, Фридрих Эдуардович